# El sistema de los objetos
El sistema de los objetos (en francés: Le système des objets) es un libro publicado en 1968 por el sociólogo francés Jean Baudrillard. El libro está basado en la tesis doctoral de Baudrillard bajo el comité de disertación de Henri Lefebvre, Roland Barthes y Pierre Bourdieu.

## Contenido
En los primeros libros de Baudrillard, El sistema de los objetos, Crítica de la economía política del signo y La sociedad de consumo, el enfoque principal de Baudrillard es el consumismo y cómo los diferentes objetos se consumen de diferentes maneras. En este momento —finales de la década de 1960 y comienzos de la siguiente— la perspectiva política de Baudrillard estaba vagamente asociada con el marxismo (y el situacionismo), pero en estos libros se diferenciaba de Karl Marx en una forma significativa. Para Baudrillard, como para los situacionistas, fue el consumo —más que la producción— el principal motor de la sociedad capitalista.